# Plataforma de desenvolupament sense codi (no-code)
Les plataformes de desenvolupament sense codi (NCDP, per les seves sigles en anglès) permeten a programadors i no programadors crear programari d'aplicació a través d'interfícies gràfiques d'usuari i configuració en lloc de la programació informàtica tradicional.
Les plataformes de desenvolupament sense codi, també anomenades plataformes no-code, estan estretament relacionades amb les plataformes de desenvolupament de codi baix o plataformes low-code, ja que ambdues estan dissenyades per a accelerar el procés de desenvolupament d'aplicacions. No obstant això, a diferència del codi baix, les plataformes de desenvolupament sense codi no requereixen escriptura de codi en absolut i, en general, ofereixen plantilles predissenyades amb les quals les empreses poden crear aplicacions.
Aquestes plataformes han augmentat en popularitat a mesura que les empreses s'enfronten a les tendències paral·leles d'una força de treball cada vegada més mòbil i una oferta limitada de desenvolupadors de programari competent.
Les plataformes de desenvolupament sense codi estan estretament relacionades amb els llenguatges de programació visual.

## Ús
Les NCDP s'utilitzen per a satisfer les necessitats de les empreses que busquen digitalitzar processos a través d'aplicacions mòbils basades en el núvol. Les eines sense codi sovint es dissenyen tenint en compte als usuaris de la línia de negocis en lloc dels programadors de software a l'ús. Aquest canvi d'enfocament està destinat a ajudar a accelerar el cicle de desenvolupament en passar per alt les limitacions tradicionals de desenvolupament de programari nou: el temps, els diners i els escassos recursos de capital humà de desenvolupament de programari per a permetre que els equips alineïn la seva estratègia comercial amb un procés de desenvolupament ràpid. Les NCDP també solen aprofitar les API a escala empresarial i els catàlegs de serveis web, els conjunts de dades obertes i les galeries de plantilles per a ajudar a integrar els sistemes comercials existents i agregar una capa pràctica de funcionalitat per a l'usuari.
La transició del programari empresarial tradicional a una metodologia de desenvolupament lean també està canviant el rol dels líders i departaments de TIC tradicionals.
Els beneficis potencials d'utilitzar un NCDP inclouen:
- Accés: per a 2018, s'ha estimat que més de la meitat de totes les aplicacions mòbils B2E (empresa a empleat) serien creades per analistes de negocis empresarials utilitzant eines sense codi. Aquest canvi en curs està augmentant la quantitat de possibles creadors d'aplicacions, des de persones amb habilitats de codificació fins a qualsevol persona amb accés a Internet i perspicàcia empresarial funcional.[8]
- Agilitat: els NCDP generalment brinden cert grau d'interfície d'usuari amb plantilla i funcionalitat d'experiència de l'usuari per a necessitats comunes, com a formularis, fluxos de treball i visualització de dades, la qual cosa permet als creadors accelerar parts del procés de creació de l'aplicació.[9]
- Riquesa: els NCDP, que en un moment es van limitar a funcions d'aplicacions més bàsiques, brinden cada vegada més un nivell de riquesa de característiques i integracions que permet als usuaris dissenyar, desenvolupar i implementar aplicacions que satisfacin necessitats comercials específiques.[10]
- Automatització: el treballador comú està cada vegada més ocupat i treballa més hores en mitjana, i amb la proliferació d'eines de programari de baix codi i més accés a les API comercials, existeix una clara oportunitat perquè els treballadors automatitzin les seves tasques actuals utilitzant aquestes noves plataformes de desenvolupament sense codi.[11]

## Problemes de seguretat
Alguns experts plantegen preocupacions sobre la seguretat de la plataforma, en particular per a les aplicacions que manegen dades de consumidors. Els defensors de les NCDP afirmen que el codi personalitzat és sovint un major risc de seguretat que el codi de plataforma que ha estat validat pel seu ús consistent en múltiples aplicacions. Les solucions sense codi permeten que les plataformes ocultin als usuaris el que succeeix darrere d'escena, la qual cosa els permet canviar o modificar un camp mentre mitiguen certs errors que podrien comprometre la seguretat.
Les plataformes sense codi o de codi baix també poden oferir algunes de les següents funcions de seguretat:[cita 
- Auditories de seguretat i compliment de la plataforma.[17]
- Inici de sessió únic i autenticació.
- Control d'accés a la plataforma.
- Control d'accés a aplicacions i auditories.
- Codi segur usant complements.
- Punts finals API assegurances.

## Plataformes de desenvolupament sense codi notables
- Airtable
- Appery.io
- AppSheet Google
- Betty Blocks
- Buildbox
- Bubble
- Caspi
- Coda.io
- Creatio
- DronaHQ Studio
- FileMaker
- HyperCard
- IFTTT
- Jam.py
- Makerpad
- monday.com
- Podi
- PWCT
- QuickBase, Inc.
- Salesforce Lightning Platform
- Shopify
- Silex website builder
- Triggre
- Unqork
- Webflow
- Wix.com
- WordPress
- Zapier